# La Vicaría de la Solidaridad
La Vicaría de la Solidaridad (pol. Wikariat Solidarności) – organizacja obrony praw człowieka, utworzona przez Kościół katolicki w  Chile w okresie dyktatury  Augusto Pinocheta.

## Historia
Wikariat został powołany do życia 1 stycznia 1976 r. przez arcybiskupa Santiago, Raúla Silva’ę Henríqueza, po delegalizacji ekumenicznego Komitetu Współpracy na rzecz Pokoju w Chile (1973–1975). Siedziba Wikariatu mieściła się w archidiecezji Santiago, obok katedry. Na początku dyrektorem VS był ksiądz Cristián Precht, pełniący funkcję wikariusza, oraz Javier Luis Egaña, będący jego pierwszym sekretarzem. Działalność VS polegała na udzielaniu pomocy prawnej, ekonomicznej, technicznej i duchowej osobom prześladowanym przez reżim wojskowy oraz ich rodzinom, a także obronie ich życia i dążeniu do uwolnienia osób zatrzymanych. Wikariat podzielony był na cztery departamenty: prawny, pracy, wiejski i strefowy. Jego działalność polegała m.in. na produkcji arpilleras, pośrednictwie pracy, tworzeniu stołówek dla dzieci  ośrodków zdrowia. Jednocześnie VS gromadził informacje o torturach, zgonach i zaginięciach osób prześladowanych politycznie, publikując je w comiesięcznych raportach, książkach i czasopiśmie „Solidaridad”. Działaczy Wikariatu spotykały represje, niektórzy zostali wygnani lub uwięzieni,  szef wydziału analiz, José Manuel Parada, został zamordowany w 1985 r. W 1992 roku, po upadku dyktatury, VS zakończył swoją działalność, ustępując miejsca Fundacji Dokumentacji i Archiwum Wikariatu Solidarności.

## Nagrody
- Nagroda Praw Człowieka ONZ(inne języki) (1978)[2]
- International Simón Bolívar Prize(inne języki) (1988)[3]